# NGC 159
NGC 159 (również PGC 2073) – galaktyka spiralna z poprzeczką (SB0-a), znajdująca się w gwiazdozbiorze Feniksa. Odkrył ją John Herschel 28 października 1834 roku.